# Cecília do Coração de Maria
Cecília do Coração de Maria, nascida Antônia Martins de Macedo (São Paulo, 7 de julho de 1852 – Piracicaba, 6 de setembro de 1950), foi uma religiosa católica brasileira e fundadora da Congregação das Irmãs Franciscanas do Coração de Maria. É considerada serva de Deus.

## Biografia
Antônia Martins de Macedo nasceu em 7 de julho de 1852, a quinta dos nove filhos do casal filha de Pedro Liberato de Macedo e Rosa Martins Bonilha. Desde pequena sentia-se chamada à vida religiosa, mas sem o apoio e autorização da família não conseguiu ingressar em nenhuma congregação. Por obediência ao pai, casou-se com um noivo que não conhecia e teve 3 filhos, João, Antônio e Rosa.
Viúva, ingressou na Ordem Franciscana Secular, onde adotou por nome de Irmã Cecília do Coração de Maria. Continuou a trabalhar como costureira para sustentar seus filhos, mas o desejo de agradar a Deus nunca a deixou.
Em 6 de janeiro de 1896 partilhou: "Anda em minha mente uma ideia, que não sei se é inspiração ou tentação: Desejava muito abrir uma casa onde morando com algumas companheiras, pudéssemos viver na oração, no trabalho e no apostolado ajudando os Frades Capuchinhos nas missões". Suas colegas da oficina de costura abraçaram a proposta. O diretor da Ordem Franciscana Secular, Frei Luiz Maria de São Tiago aprovou a ideia, indicando que a Congregação se dedicasse a acolher meninas pobres e órfãs de Piracicaba. Assim, em 1900 nasceu a Congregação das Irmãs Franciscanas do Coração de Maria. E ali, irmã Cecília passou a ser também "Mamãe Cecília".
Por determinação diocesana, em 1912, Irmã Cecília deixou a casa e passou a viver com sua filha e uma irmã na casa chamada Chalé. Ali passou 31 anos na pobreza, na oração, no trabalho e no abandono ao Imaculado Coração de Maria. Aos 95 anos, com saúde debilitada, ela retornou à casa que fundara. Sua vida teve fim em 6 de setembro de 1950, quando já contava seus 98 anos de idade.

## Beatificação
Em 1991, seus restos mortais foram transladados para a capela do Lar Escola, que atuou. No dia 6 de setembro de 1992, o então bispo de Diocese de Piracicaba, Dom Eduardo Koaik iniciou a fase diocesana de sua causa de beatificação, concluída em 1997. Em 1998, o material foi aprovado pelo Dicastério para as Causas dos Santos para que se seguisse a fase romana.